# 이집트 항공 익스프레스
이집트 에어 익스프레스(영어: EgyptAir Express)는 이집트의 지역 항공사로 총 14개 노선을 취항하고 있다. 본사는 이집트 카이로에 위치해 있으며 2006년에 설립했다. 또한 사용하고 있는 허브 공항으로 카이로 국제공항, 보르그 엘 아랍 국제공항, 샤름 엘 셰이크 국제공항이 있다.

## 개요
이집트 에어 익스프레스는 작은 항공기 운항 빈도가 높은 국내선 항공 운송의 수요에 대응을 위해 이집트 항공에 의해 설립된 자회사로 이집트 항공이 지분을 소유하고 있다.
이집트 에어 홀딩스의 회장은 이집트 에어 익스프레스에 대해 지금까지 이집트 항공의 국내 서비스는 너무 아침 일찍 매일 또는 반대로 밤 늦게 항공편이 많았다. 이는 국내에서 사용되는 기체가 국제선에 사용되는 대형의 것을 그대로 운항하고 있었다. 주로 국내선 취항지에 대해 각각 수요에 맞는 수송량을 자주 제공하기 위하여 이집트 항공은 새로운 핵심 사업으로 지역 수송을 담당하는 자회사를 설립하기로 결정했다고 말했다.
2019년 11월 4일, 모기업인 이집트 항공의 재건계획의 일환으로 이집트 항공 익스프레스는 이집트 항공에 인수되었다.

## 보유 기종
- 2012년 4월 기준으로 이집트 에어 익스프레스는 다음과 같은 기종을 보유하고 있다.[3][4]